# Seconda battaglia di Çatalca
La seconda battaglia di Çatalca combattuta tra il 3 febbraio 1913 e il 3 aprile 1913 fu un'importante "schermaglia continua" della prima guerra balcanica tra le truppe bulgare e ottomane.

## Contesto
L'avanzata bulgara all'inizio della prima guerra balcanica si arrestò alle fortificazioni ottomane di Çatalca nel novembre 1912 durante la prima battaglia di Çatalca. Il 3 dicembre [20 novembre del calendario giuliano] 1912 fu concordato un cessate il fuoco (armistizio) di due mesi per consentire lo svolgimento dei colloqui di pace a Londra. I colloqui si bloccarono quando il 23 gennaio [10 gennaio del calendario giuliano] 1913 un colpo di stato ottomano riportò al potere gli unionisti, con la loro posizione non negoziabile sul mantenimento di Edirne. Le ostilità ripresero alla scadenza dell'armistizio, il 3 febbraio [21 gennaio del calendario giuliano] 1913, e sfociarono nella seconda battaglia di Çatalca.

## Battaglia
La battaglia consistette in una serie di spinte e controspinte da parte sia degli ottomani che dei bulgari. Il 20 febbraio gli ottomani, in coordinamento con un attacco separato da Gallipoli, caricarono le posizioni bulgare. Sebbene i bulgari avessero respinto l'attacco iniziale, furono abbastanza indeboliti da doversi ritirare di oltre quindici chilometri a sud e di venti chilometri a ovest in posizioni difensive secondarie; tuttavia alla fine le linee tornarono essenzialmente a quelle originali. L'assedio separato di Edirne provocò la perdita dell'area a favore dei bulgari il 26 marzo, fiaccando il morale ottomano; con le pesanti perdite bulgare sia per i combattimenti che per il colera, la battaglia si ridusse e cessò il 3 aprile 1913. Il 16 aprile fu concordato un secondo cessate il fuoco (armistizio), ponendo fine agli ultimi combattimenti della guerra.

## Risultati
Gli ottomani detennero la "Linea Çatalca", ma non riuscirono ad avanzare. La perdita di Edirne pose fine alla principale obiezione ottomana alla pace e al Trattato di Londra del 10 giugno 1913 che sanciva la perdita ottomana del territorio.